# 1981 în informatică
- 1980 în informatică — 1981 în informatică — 1982 în informatică

1981 în informatică a însemnat o serie de evenimente noi notabile:

## Evenimente
- Apare PC-DOS 1.1
- Apare revista americană Computer Gaming World

## Premiul Turing
- Edgar Frank Codd